# Solomys
Solomys es un género de roedores miomorfos de la familia Muridae. Son endémicos del archipiélago de las islas Salomón (Papúa Nueva Guinea e Islas Salomón).

## Especies
Se reconocen las siguientes:
- Solomys ponceleti (Troughton, 1935)
- Solomys salamonis (Ramsay, 1883)
- Solomys salebrosus (Troughton, 1936)
- Solomys sapientis (Thomas, 1902)
- †Solomys spriggsarum (Flannery & Wickler, 1990)